# Клајпедски округ
Клајпедски округ (лет. Klaipėdos apskritis) је округ у републици Литванији, у њеном западном, приморском делу. Управно средиште округа је истоимени град. Округ јужним делом припада литванској историјској покрајини Мала Литванија, а северним покрајини Самогитији.
Површина округа је 5.209 km², а број становника у 2008. био је 378.843.

## Положај
Клајпеда је једини приморски округ у Литванији са широким излазом на Балтичко море. То је и погранични округ према Летонији на северу и према Русији (Калињинградска област) на југу. На истоку се округ граничи са окрузима Телшијај и Таураге.

## Општине
- Клајпеда (град)
- Клајпеда
- Кретинга
- Неринга
- Паланга
- Скуодас
- Шилуте